# 侍浜インターチェンジ
侍浜インターチェンジ（さむらいはまインターチェンジ）は、岩手県久慈市にある三陸沿岸道路（洋野階上道路・久慈北道路）のインターチェンジである。

## 歴史
- 2020年（令和2年）
  - 2月4日 : IC名称が「侍浜IC」で正式決定[1]。
  - 3月1日 : 久慈北道路・侍浜IC - 久慈北IC間 開通に伴い、供用開始[1]。
- 2021年（令和3年）3月20日 : 洋野階上道路・洋野種市IC - 侍浜IC間 開通[2]。

## 道路

### 本線
- E45 三陸沿岸道路（久慈北道路・洋野階上道路、68番）

### 接続する道路
- 直接接続
  - 国道45号

## 隣
E45 三陸沿岸道路（久慈北道路/洋野階上道路）
(67) 侍浜南IC - (68) 侍浜IC - (69) 洋野有家IC